# Nempnett Thrubwell
Nempnett Thrubwell is een civil parish in het bestuurlijke gebied Bath and North East Somerset, in het Engelse graafschap Somerset met 177 inwoners.